# جاستن هاردينغ
جاستن هاردينغ (بالإنجليزية: Justin Harding)‏ هو لاعب غولف جنوب أفريقي، ولد في 9 فبراير 1986 في سومرست ويست في جنوب أفريقيا.

## وصلات خارجية
- جاستن هاردينغ على موقع رابطة لاعبي الغولف المحترفين (الإنجليزية)
- جاستن هاردينغ على موقع رابطة أوروبا للاعبي الغولف المحترفين (الإنجليزية)
- جاستن هاردينغ على موقع التصنيف العالمي الرسمي للغولف (الإنجليزية)